# Hát Ayray
Hát Ayray là một thể loại hát dân ca trữ tình, hình thức sinh hoạt văn hóa truyền thống của người Ê Đê ở Tây nguyên Việt Nam.
Hát Ayray thường được đệm bằng Đinh nǎm và cũng giống như đối với kèn Đing năm, Luật tục Ê Đê quy định Ayray không được hát trong buôn làng vào ngày thường mà chỉ được hát trên đường lên nương rẫy, trong Lễ bỏ mả hoặc trong tang lễ khi đưa hồn người chết về với Bến nước ông bà. Tuy nhiên, hiện nay do nhu cầu phục vụ du lịch và hội nhập, luật tục về hát Ayray đã thoáng hơn, không bó buộc như xưa.
Hiện tại, các bản Ayray tiếng Ê Đê chiếm phần nhiều, bản dịch ra tiếng Việt vẫn còn khá ít.
Cái tên Ayray cũng đã trở nên quen thuộc với nhiều người dù chưa một lần nghe qua bời bài hát Em hát Ayray của nhạc sĩ Nguyễn Cường